# Барановичі (аеродром)
53°06′00″ пн. ш. 26°03′00″ сх. д. / 53.0999985° пн. ш. 26.0499992° сх. д.
Барановичі (Baranovichi) — військовий аеродром, розташований на південний схід від міста Барановичі Барановицького району Брестської області Білорусі.

## Сучасна історія
На аеродромі базується 61-а винищувальна Авіабаза РФ.

## Історія
Під час другої світової війни на аеродромі базувалися авіація Люфтваффе у складі групи армій «Центр», що наступала на Москву, мала у своєму складі частини бомбардувальної авіації 2-го повітряного флоту, що налічували загалом 1600 літаків. Для нальоту на Москву було створено спеціально створену авіагрупу, складену з кількох добірних ескадр Люфтваффе :
- 4-а бомбардувальна ескадра «Вевер» (бомбила Лондон, Ліверпуль, Бірмінгем, Бристоль та інші міста Англії)
- 28-а ескадра (бомбила Париж та Амстердам);
- 53-а бомбардувальна ескадра «Легіон-Кондор» (Іспанія, Польща, Югославія, Греція);
- 55-та бомбардувальна ескадра (перекинута з київського напрямку).

Чисельність кожної ескадри сягала 70 літаків. До середини липня 1941 року чисельність бомбардувальної авіації для нальотів на Москву досягла понад 300 бомбардувальників типів: He-111, Ju-88, Do-215. Понад половина їхніх екіпажів мали досвід нічних польотів.
З вересня 1944 року по березень 1945 року на аеродромі дислокувалися полки радянської 1-ї гвардійської авіаційної дивізії дальньої дії, що діяли по об'єктах та військах супротивника в Прибалтиці, Польщі, Східній Пруссії та Угорщині.
З 1944 року по жовтень 1950 року на аеродромі базувалася 144-а винищувальна авіаційна дивізія ППО :
- 383-й винищувальний авіаційний полк ППО з 3 листопада 1944 року до листопада 1950 року на літаках Як-9У, з 1947 року на Bell P-39 Airacobra, з 1949 року — на МіГ-9. 23 жовтня 1950 полк у складі 144-й іад убув у спецвідрядження в КНР. Прибув на аеродром Мукден (нині Таосянь аеропорт міста Шеньян) 3 листопада 1950, де навчав китайських льотчиків польотам на реактивній техніці і здійснював завдання ППО[3] ;
- 439-й винищувальний авіаційний полк ППО з 1 листопада 1944 до листопада 1950 року на літаках Як-7б і Як-9, з 1946 року на Bell P-39 Airacobra, з 1949 року — на МіГ-9. 24 жовтня 1950 полк у складі 144-й іад відбув у спецвідрядження в КНР. Прибув на аеродром Мукден (нині Таосянь аеропорт міста Шеньян) 3 листопада 1950, де навчав китайських льотчиків польотам на реактивній техніці та здійснював задачі ППО.

З 9 серпня 1945 року по травень 1947 року на аеродромі базувалася 1-а гвардійська штурмова авіаційна Сталінградська ордена Леніна двічі Червонопрапорна орденів Суворова і Кутузова дивізія і з 9 серпня 1945 року по березень 1954 року літаки Іл-10.
З 1951 по 1953 роки на аеродромі базувався 12-й важкий авіаційний орден Кутузова і Олександра Невського полк на літаках Ту-4.
З квітня 1944 року по травень 1945 року та з 7 листопада 1951 року по 1 квітня 1960 року на аеродромі розміщувався штаб та управління 45-ї бомбардувальної авіаційної Гомельської дивізії, а також її полки.
Після початку виведення Радянських військ з Німеччини у червні 1989 року на аеродром було перебазовано 911-й винищувальний авіаційний полк зі складу 105-ї авіаційної дивізії винищувачів-бомбардувальників 16-ї повітряної армії. У 1993 полк розформований на аеродромі.
У вересні 2021 року на аеродром для формування навчально-бойового центру спільної підготовки ВПС та військ ППО Білорусії та Росії прибули літаки Су-30 СМ ВКС Росії.

### Російсько-українська війна
З вересня 2021 року на аеродром Барановичі почали прибувати російські літаки Су-30СМ та Су-34. Тоді це пояснювали нібито навчаннями «Захід-2021», які військові Білорусі та РФ здійснювали кожні 4 роки. Пізніше цей аеродром було передано в оперативне управління ЗС Росії і його стали використовувати для нападів і бомбардування території України.